# Posavska (regija)
Donjoposavska regija (slovenski: Spodnjeposavska regija) je jedna od dvanaest statističkih regija Slovenije. Prema podacima iz 2005. u regiji živi 69.899 stanovnika. 
Regija obuhvaća općine:
- Općina Brežice
- Općina Kostanjevica na Krki
- Općina Krško
- Općina Sevnica